# Polizeiruf 110: Die letzte Chance
Die letzte Chance ist ein deutscher Kriminalfilm von Helmut Krätzig aus dem Jahr 1978. Der Fernsehfilm erschien als 56. Folge der Filmreihe Polizeiruf 110.

## Handlung
Der junge Gerd Paulus flüchtet sich vor der Polizei auf ein Werksdach. Er droht, herunterzuspringen. Hauptmann Peter Fuchs und Leutnant Vera Arndt werden alarmiert, um ihn davon abzuhalten. Im Rückblick wird deutlich, wie es zu der Situation kam.
Gerd Paulus begann auch auf Drängen seines Vaters, Medizin zu studieren. Wegen Faulheit und Prüfungsbetrug wurde er zwangsexmatrikuliert und schlägt sich seither mehr schlecht als recht durchs Leben. Die Arbeit als Pfleger schmiss er hin, weil er alte Menschen nicht betreuen wollte. Auf dem Bau will er nicht arbeiten, schließlich hat er Abitur. Er lernt die alleinerziehende Arbeiterin Elfie Bösler kennen, bei der er unterkommt. Sie erkennt jedoch bald, dass er sie nur ausnutzt. Da er dennoch Geld nach Hause bringt, befürchtet sie, dass er kriminell geworden ist. Tatsächlich gibt sich Gerd im Warenhaus als Kaufhausdetektiv aus und kassiert Geld von Leuten, die Ware stehlen wollten. Irgendwann wird es Elfie zu viel, und sie wirft ihn raus.
Zu seinem Vater kann Gerd nicht, da dieser sich von seinem Sohn losgesagt hat. Er versucht zunächst als vermeintlicher Doktor bei Ursula unterzukommen, der er unlängst im Kaufhaus Geld geliehen hat. Deren Freund Dr. Mauser erkennt jedoch, dass Gerd ein Betrüger ist. Kurze Zeit später raubt Gerd Dr. Mausers Wohnung aus und stiehlt seine Visitenkarten und einige Rezepte. Bei einer erneuten Tour als falscher Kaufhausdetektiv stellt er die Sängerin Rosalinde Binetti und gibt sich spontan als ein Fan von ihr aus, der die Detektiv-Masche nur genutzt hat, um mit ihr ins Gespräch zu kommen. Er gibt sich als Dr. Mauser aus. Als die nervöse Rosalinde von ihm jedoch vor einem Auftritt ein Rezept ausgestellt bekommen will, verschreibt er ihr wahllos ein Medikament. Bei ihrem Auftritt bricht Rosalinde zusammen und wird wenig später mit Vergiftungserscheinungen ins Krankenhaus gebracht.
Gerd hat eine Arbeit als Straßenverkäufer aufgenommen. Hier findet ihn auch die Polizei, die ihm schon längere Zeit auf den Fersen ist. Ein Trick, den er beim Einbruch in Dr. Mausers Haus angewandt hat, stammt von dem ehemaligen Häftling Hans Erich Franzke. Er war einer der Männer, die im Kaufhaus von Gerd angesprochen wurden. Damals hatte er ihm von der Einbruchsmasche erzählt. Auf der Flucht vor der Polizei rennt Gerd auf das Hochhausdach. Die Ermittler haben inzwischen herausbekommen, wer Gerd ist. Sie holen Ursula und später Elfie auf das Dach, die Gerd zur Umkehr bewegen sollen. Erst ein heimlich installiertes Fangnetz lässt Gerd irritiert innehalten. Die Ermittler nutzen die Situation, um ihn zu überwältigen, und führen den tobenden Gerd ab.

## Produktion

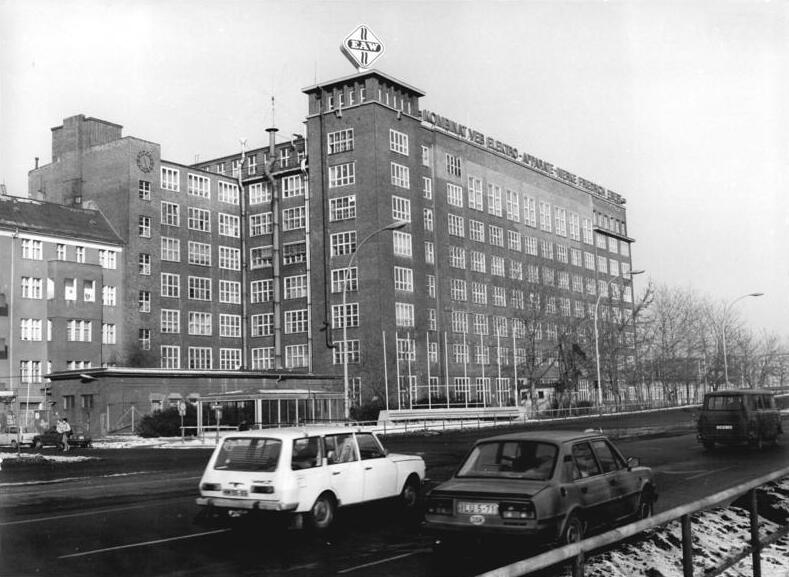
Das EAW Treptow, ein Drehort des Films

Die letzte Chance wurde vom 27. März bis 12. Mai 1978 unter dem Arbeitstitel Gefehlt in Berlin, u. a. im Ortsteil Schmöckwitz gedreht. Das Haus, auf dem Gerd steht, gehörte zu den Elektro-Apparate-Werken Berlin-Treptow „Friedrich Ebert“. Weitere Szenen entstanden im Kaufhaus am Alexanderplatz in Berlin. Die Kostüme des Films schuf Doris Wolf, die Filmbauten stammen von Gudrun Müller. Der Film erlebte am 22. Oktober 1978 im 1. Programm des Fernsehens der DDR seine Premiere. Die Zuschauerbeteiligung lag bei 61,9 Prozent.
Es war die 56. Folge der Filmreihe Polizeiruf 110. Hauptmann Peter Fuchs ermittelte in seinem 35. Fall und Leutnant Vera Arndt in ihrem 36. Fall. Die Filmmusik stammt von den Puhdys. Extra für Die letzte Chance schrieben sie den Titel Doch die Gitter schweigen, der im Film leitmotivisch verwendet wird und ein Hit der Gruppe wurde. Zudem ist instrumental der Titel Alt wie ein Baum zu hören. Die Kritik bescheinigte dem Film eine „moralisierende Grundhaltung“.